# Ekebergs lövskog
Ekebergs lövskog är ett naturreservat i Ödeshögs kommun i Östergötlands län.
Området är naturskyddat sedan 1998 och är 33 hektar stort. Reservatet är en tidigare löväng som nu består av äldre lövskog med asp, ek och björk.